# Frâncești
Frâncești es una comuna ubicada en el distrito Vâlcea, Rumania.

## Superficie
Posee una superficie de 62,25 kilómetros cuadrados.

## Demografía
Hasta 2021 la población era de 4989 habitantes, con una densidad de población de 80,14 habitantes por kilómetro cuadrado.